# ما شياوتيان
ما شياوتيان (في اللغة الصينية: 马晓天؛ من مواليد أغسطس 1949) هو جنرال شغل منصب قائد القوات الجوية لجيش التحرير الشعبي الصيني من عام 2012 إلى عام 2017. كما شغل منصب نائب رئيس الأركان المشتركة ورئيس جامعة الدفاع الوطني لجيش التحرير الشعبي.

## سيرة شخصية
من مواليد أغسطس 1949 في غونغيي بمقاطعة خنان، انضم ما شياوتيان إلى القوات الجوية في عام 1965، وتعلم الطيران في مدرسة الطيران الإعدادية الثانية، قبل الالتحاق رسميًا بمدرسة الطيران الثانية عشرة في العام التالي. بعد تخرجه عام 1968، أصبح مدربًا عسكريًا. انضم ما شياوتيان إلى الحزب الشيوعي الصيني في عام 1969، وشهد بداية من عام 1972 سلسلة مستمرة من الترقيات. في عام 1983، أصبح نائب مدير المدرسة، ثم تمت ترقيته إلى مدير المدرسة. في عام 1993، بدأ ما شياوتيان دراسته في جامعة الدفاع الوطني بجيش التحرير الشعبي. بعد تخرجه في عام 1994، أصبح رئيس أركان الفرقة العاشرة في سلاح الجو، وتم ترقيته لاحقًا إلى رئيس القسم. في مارس 1997، أصبح ما شياوتيان نائب رئيس أركان القوات الجوية لجيش التحرير الشعبي. في العام التالي، شغل منصب رئيس أركان القوات الجوية لمنطقة قوانغتشو العسكرية. كما شغل منصب نائب الرئيس وقائد القوات الجوية في منطقة لانتشو العسكرية. في عام 2001، أصبح نائب رئيس ورئيس القوة الجوية لمنطقة نانجينغ العسكرية. في عام 2003، تمت ترقية ما شياوتيان إلى نائب رئيس القوات الجوية. في عام 2006، أصبح رئيسًا لجامعة الدفاع الوطني بجيش التحرير الشعبي. وفي عام 2007 تم تعيينه نائباً لرئيس هيئة الأركان المشتركة. 
كان عضوا في اللجان المركزية 16 و17 و18 للحزب الشيوعي الصيني. في يوليو 2009 تمت ترقيته إلى رتبة جنرال. 